# Pax Nicholas
Pax Nicholas (* 7. August 1954 in Accra) – auch bekannt als Nicholas Addo-Nettey – ist ein ghanaischer Sänger und Percussionist. Er ist eines der wenigen immer noch musikalisch aktiven ehemaligen Mitglieder von Fela Kutis legendärer Band Africa 70. 2009 verhalf ihm die Wiederveröffentlichung seines Solo-Albums „Na Teef Know De Road Of Teef“ aus dem  Jahr 1973 bei dem renommierten New Yorker Funk´n´Soul-Label Daptone Records zu später Berühmtheit. Mit seiner aktuellen Band Ridimtaksi verbindet er klassischen und modernen Afrobeat mit US-amerikanischem Soul und ghanaischem Highlife.

## Accra (1954–1971)
Pax Nicholas startete seine musikalische Karriere bereits im Alter von sechs Jahren als Sänger in einem Gospel-Chor in seiner Heimatstadt Accra. In den darauffolgenden Jahren war er als Sänger, Percussionist und Tänzer in verschiedenen Kulturgruppen aktiv. Als Teenager war er wie viele seiner Altersgenossen in Ghana begeistert von US-amerikanischem Soul – Otis Redding, James Brown, Wilson Pickett hießen seine Vorbilder. Im Jahr 1970 engagierte ihn der bekannte nigerianische Gitarrist Joe King Kologbo als Soul-Sänger für seine Afro-Boateng`s Hykkers Band, mit der er ein knappes Jahr durch Ghana tourte. 1971 wurde er von Kologbo nach Lagos, Nigeria – damals eine der Hochburgen moderner afrikanischer Musik – eingeladen. Seine Hoffnungen auf musikalischen Erfolg, die er mit dem Umzug verband, sollten sich schneller bewahrheiten, als es Pax für möglich gehalten hatte. Kologbo stellte ihm Fela Kuti vor, der zu dieser Zeit im Begriff war mit dem von ihm und seinem Drummer Tony Allen kreiertem Afrobeat – einer explosiven Mischung aus traditionellen afrikanischen Stilen mit afroamerikanischem Soul, Funk und Jazz – zu einem der erfolgreichsten afrikanischen Musiker aller Zeiten zu werden.

## Lagos (1971–1978)
Nachdem sich Fela Kuti von seinem Können überzeugt hatte, wurde Pax Nicholas im Jahr 1972 als Background-Sänger und Conga-Spieler volles Mitglied von Africa 70. Die erste Platte auf der Pax mitwirkte, war „Shakara“, einer von Felas größten Hits. In den folgenden Jahren erlebte Pax als Teil von Africa 70 den internationalen Siegeszug des Afrobeat. Wenn sie nicht gerade mit dem bandeigenen Jet auf Tour waren, spielten sie in Felas Club, dem legendären Shrine. Pax erinnert sich: „People came there from all over the world in order to learn about Afrobeat. James Brown, B. B. King, Ginger Baker, Stevie Wonder, Paul McCartney, Manu Dibango, only to name a few -  I`ve been with all of them.“ Wie zahlreiche andere Musiker, Freunde und Frauen Felas verbrachte auch Pax viel Zeit in der Kalakuta Republic, einem Anwesen in Lagos, das Fela für unabhängig erklärt hatte und so die zu dieser Zeit in Nigeria herrschenden Militärs herausforderte. Auch in Felas Songs war die offensive Kritik an der nigerianischen Diktatur und den neokolonialen Verhältnissen in Afrika allgegenwärtig. Das Militär reagierte mit brutaler Repression, von der auch die Africa 70-Mitglieder direkt betroffen waren. Im Jahr 1977 gab es in der Kalakuta Republic zum wiederholten Mal eine Razzia, im Zuge derer Fela, Pax und ein Großteil der anderen Musiker festgenommen wurden. Pax verbrachte ein knappes Jahr im berüchtigten Gefängnis Alagbon Close, während dessen er mehrfach gefoltert wurde.
Nach Pax´ Aussagen verhielt sich Fela nicht nur gegenüber seinen Frauen, sondern auch gegenüber seinen Musikern wie ein tyrannischer Patriarch: „[…] here was the big contradiction: Fela talked a lot about freedom, but he himself behaved like a slave master to us. I really must admit that he treated us very badly. There was a lot of brutality going on in Kalakuta.“  Mit Ausnahme vom Schlagzeuger und musikalischem Direktor Tony Allen wurden die Musiker sehr schlecht bezahlt und auch bei geringen tatsächlichen oder vermeintlichen Vergehen von Fela und seinen Handlangern misshandelt, wie Pax aus eigener Erfahrung bestätigen kann. Die große Unzufriedenheit vieler Musiker mit Felas Regime und die ständige Bedrohung durch die Militärs in Nigeria sorgten dafür, dass sich Pax Nicholas, Tony Allen und einige andere Africa 70-Mitglieder 1978 von Fela trennten. Ihr letztes gemeinsames Konzert fand im Rahmen des Jazz-Festivals in der Berliner Philharmonie statt. Durch ihre Entscheidung nicht mit Fela nach Lagos zurückzukehren, besiegelten sie das Ende von Africa 70.

## Berlin (1978 bis heute)
Während Tony Allen nach Paris ging, blieb Pax dort, wo er sein letztes Konzert mit Africa 70 spielte: in Berlin. In den 1980er und 1990er Jahren machte er sich in der afrikanischen Musikszene Berlins mit verschiedenen Bandprojekten und Percussion-Workshops einen Namen. Zwischen 2003 und 2007 kam es zu einer Zusammenarbeit mit dem international erfolgreichen finnischen Saxofonisten Jimi Tenor, mit dem er die beiden Alben „Beyond the Stars“ und „Joy Stone“ aufnahm. Im Jahr 2003 gründete er mit Musikern aus Westafrika und Berlin die Afrobeat-Band Rhythm Taxi, die später in Ridimtaksi umbenannt wurde und mit Pax Nicholas als Bandleader, Sänger und Percussionist Afrobeat und Afro-Soul auf die Bühne bringt. Mit Ridimtaksi eröffnete Pax Nicholas im Oktober 2010 das Konzert von Sharon Jones  & The Dap-Kings im Berliner Huxley´s.

## „Na Teef Know De Road Of Teef“
Im Jahr 2008 kam es zu einer für Pax sehr glücklichen Fügung. Der auf Funk und Afrobeat spezialisierte DJ und Plattensammler Frank Gossner hatte ein Solo-Album von Pax aus dem Jahr 1973 aufgespürt, dass dieser unter dem Namen „Pax Nicholas and the Nettey Family“ mit der Martin Brothers Band aus der nigerianischen Hafenstadt Portharcourt und einigen Africa 70-Musikern aufgenommen hatte. Die Platte wurde ohne Kenntnis von Fela bei dem führenden nigerianischen Label Tabansi in dem berühmten ehemaligen Studio von Ginger Baker aufgenommen. Als Fela zum ersten Mal die Platte hörte, soll er über den Alleingang erbost gewesen sein und seinen großen Einfluss geltend gemacht haben, um ein weiteres Abspielen von DJs und Radiostationen in Nigeria zu verhindern. So verschwand „Na Teef“ für über drei Jahrzehnte von der Oberfläche, bis Frank Gossner ein Exemplar in einem Plattenladen in Philadelphia fand und es seinen Bekannten bei Daptone Records vorstellte, die sich für eine Wiederveröffentlichung bereiterklärten. Im September 2009 erschien das Album und verhalf Pax Nicholas zu später Anerkennung. Die Liaison mit Daptone führte auch zu dem erwähnten Auftritt von Pax Nicholas und Ridimtaksi mit Sharon Jones im Berliner Huxley´s im Oktober 2010.

## Diskografie
| Jahr | Titel                             | Künstler       | Label            |
| ---- | --------------------------------- | -------------- | ---------------- |
| 1972 | Mind Your Business                | Saxon Lee      | Tabansi          |
| 1972 | Shakara                           | Fela Kuti      | Barclay          |
| 1973 | Na Teef Know de Road of Teef      | Pax Nicholas   | Tabansi          |
| 1973 | Afrodisiac                        | Fela Kuti      | Barclay          |
| 1973 | Gentlemen                         | Fela Kuti      | Barclay          |
| 1974 | Confusion                         | Fela Kuti      | Barclay          |
| 1974 | He Miss Road                      | Fela Kuti      | Barclay          |
| 1975 | Jealousy                          | Tony Allen     | Soundworkshop    |
| 1975 | Alagbon Close                     | Fela Kuti      | Barclay          |
| 1975 | Everything Scatter                | Fela Kuti      | Barclay          |
| 1975 | Excuse O                          | Fela Kuti      | Barclay          |
| 1975 | Expensive Shit                    | Fela Kuti      | Barclay          |
| 1975 | Monkey Banana                     | Fela Kuti      | Barclay          |
| 1975 | Noise For Vendor Mouth            | Fela Kuti      | Barclay          |
| 1976 | Ikoyi Blindness                   | Fela Kuti      | Barclay          |
| 1976 | Kalakuta Show                     | Fela Kuti      | Barclay          |
| 1976 | Na Poi                            | Fela Kuti      | Barclay          |
| 1976 | Unnecessary Begging               | Fela Kuti      | Barclay          |
| 1976 | Upside Down                       | Fela Kuti      | Barclay          |
| 1976 | Yellow Fever                      | Fela Kuti      | Barclay          |
| 1977 | Progress                          | Tony Allen     | Phonogram        |
| 1977 | Fear Not For Man                  | Fela Kuti      | Barclay          |
| 1977 | J.J.D - Live At Kalakuta Republik | Fela Kuti      | Barclay          |
| 1977 | No Agreement                      | Fela Kuti      | Barclay          |
| 1977 | Opposite People                   | Fela Kuti      | Barclay          |
| 1977 | Sorrow Tears And Blood            | Fela Kuti      | Barclay          |
| 1977 | Stalemate                         | Fela Kuti      | Barclay          |
| 1977 | Zombie                            | Fela Kuti      | Barclay          |
| 2002 | Dwellers on the Threshold         | Tarwater       | Kitty-Yo         |
| 2004 | Beyond the Stars                  | Jimi Tenor     | Kitty-Yo         |
| 2006 | Remember Fela                     | Oghene Kologbo | Rabbi Records    |
| 2007 | Joy Stone                         | Jimi Tenor     | Ubiquity Records |
| 2009 | African Chamber                   | Mapstation     | Scape            |
| 2009 | Na Teef Know de Road of Teef      | Pax Nicholas   | Daptone Records  |